# Frederic Remington

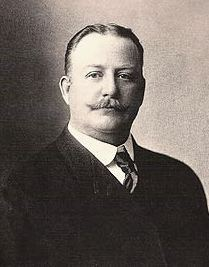
Frederic Remington

Frederic Sackrider Remington (* 4. Oktober 1861 in Canton, New York; † 26. Dezember 1909 in Ridgefield, Connecticut) war ein amerikanischer Maler, Illustrator und Bildhauer, der durch seine Darstellung des „Wilden Westens“ bekannt wurde.

## Leben
Seine Kindheit verbrachte er mit Jagen und Reiten, begann aber schon früh mit dem Zeichnen und Skizzieren von imaginären Figuren. Seine Familie zog dann nach Ogdensburg, New York.

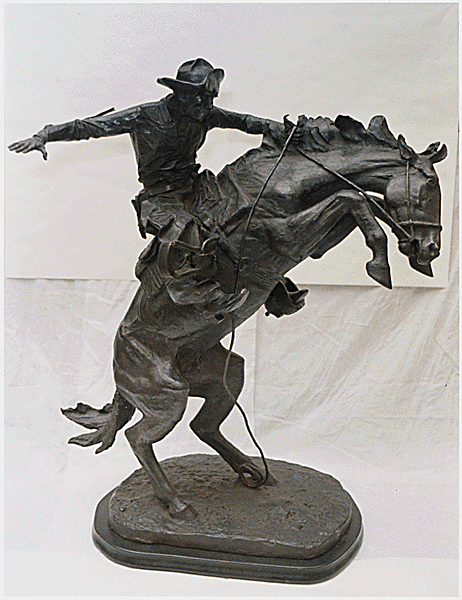
The Bronco Buster (Der Pferdezureiter) von Frederic Remington 1909. Limitierte Edition Nr. 17 von 20.

Er besuchte die Kunstschule der Yale University, fand aber Football und Boxen interessanter als die Kunst. Dann kehrte er heim, als sein Vater starb, um eine kirchliche Arbeit in Albany, New York anzunehmen. 1883 unternahm er seinen ersten Ausflug in den Westen und wurde Geschäftsmann in Peabody (Kansas) im Marion County. Er heiratete 1884 Eva Caten und studierte beim Kunststudentenbund in New York City. Bald begann er Illustrationen, Skizzen und andere Arbeiten für Western-Publikationen zu produzieren. Viele seiner frühen Arbeiten erschienen im Collier’s Weekly und im Harper’s Weekly.
Obgleich er für seine vielen Darstellungen des Amerikanischen Westens weltberühmt ist, besuchte Remington die Region immer nur für ein paar kurze Monate. Er kam gerade noch rechtzeitig, um Bilder der westlichen Vereinigten Staaten aufzunehmen, bevor das Gebiet seine Unberührtheit durch die Unterdrückung der wilderen Elemente und den Einfluss der Zivilisation verlor, und die Lebensart der Grenzer beendet wurde.
1890 zog Remington nach New Rochelle, New York, um mehr Platz zum Wohnen und Arbeiten zu haben. Gegen Ende seines Lebens zog er nach Ridgefield, Connecticut.
1898 war Remington Kriegskorrespondent und Illustrator des Spanisch-Amerikanischen Krieges. Er war beauftragt, William Randolph Hearst Illustrationen zu liefern. Obzwar ihn die Aufgabe schnell langweilte, war er Zeuge des Angriffs auf den San-Juan-Berg durch US-amerikanische Kräfte, einschließlich der von Theodore Roosevelt angeführten.
Frederic Remington starb nach einer Blinddarm-Not-Operation, die zu einer Bauchfellentzündung führte. Seine extreme Adipositas hat möglicherweise zu seinen Unterleibsschwierigkeiten geführt. Remington wird von Zeitgenossen als Lebemann beschrieben, der das Essen und Trinken mit gleicher Leidenschaft betrieb wie die Malerei. Seine 134 kg Gewicht sind verbürgt.
1891 wurde Frederic Remington zum assoziierten Mitglied (ANA) der National Academy of Design gewählt. 1898 wurde er in die American Academy of Arts and Letters aufgenommen.

## Museen
- Nordfriesisches Museum. Nissenhaus Husum
- Denver Art Museum[5]

## Trivia
Der Band Der Kunstmaler der Reihe Lucky Luke setzt Remington eine Art literarisches Denkmal.

## Werke

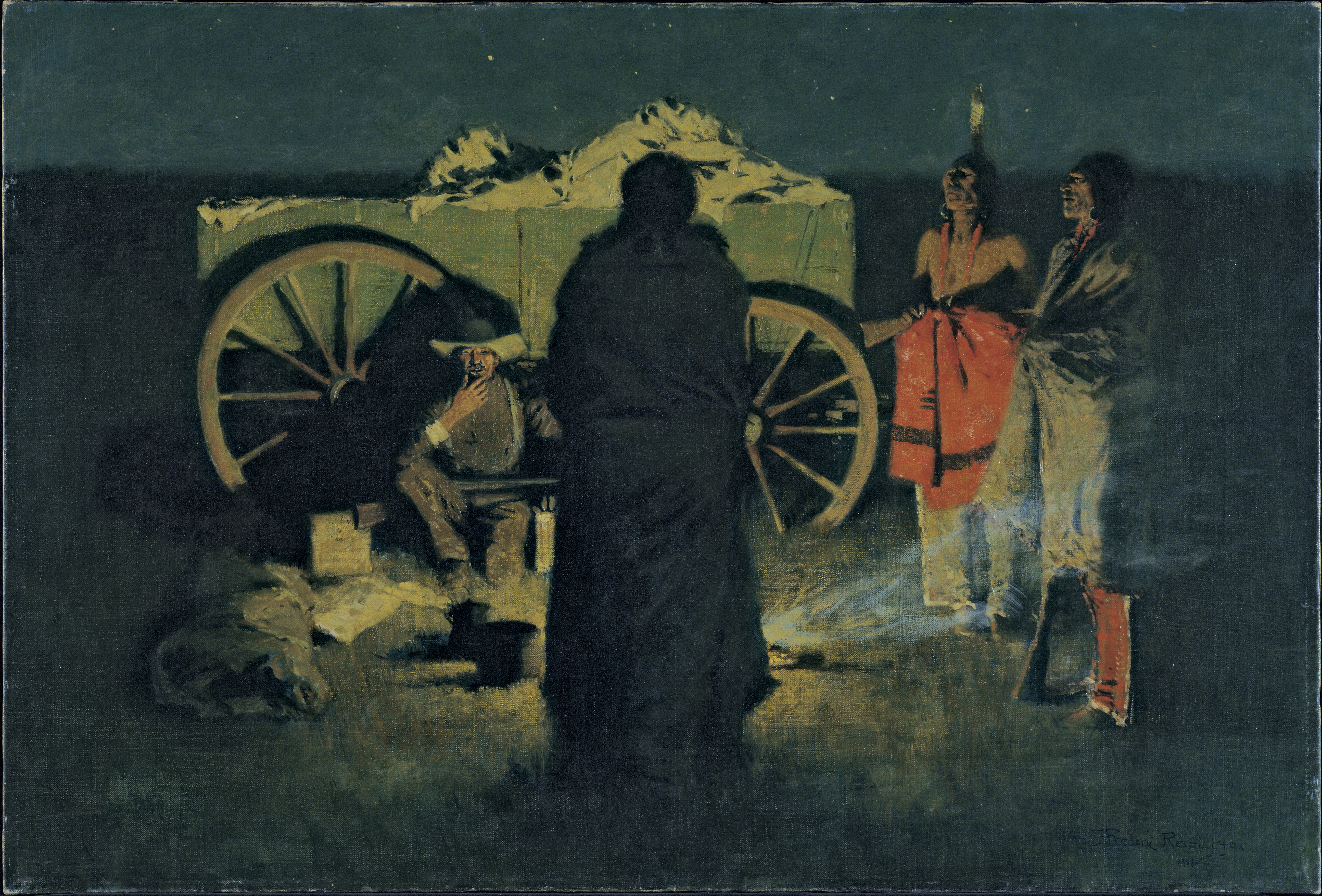
Shotgun hospitality
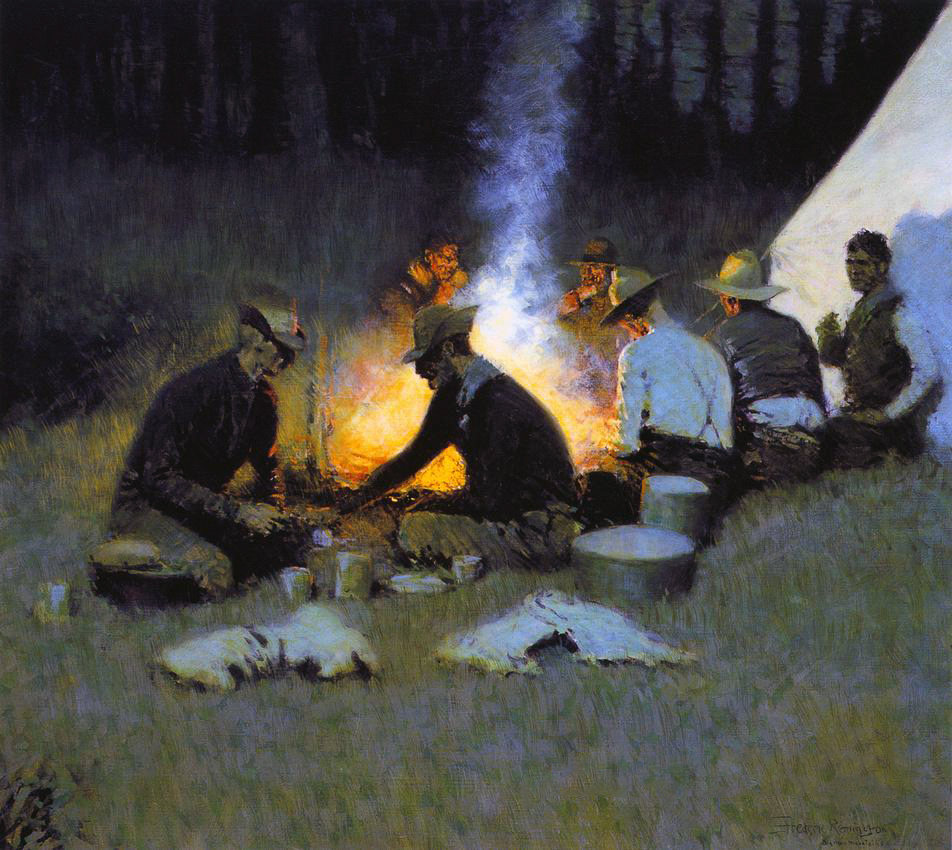
The Hunters' Supper
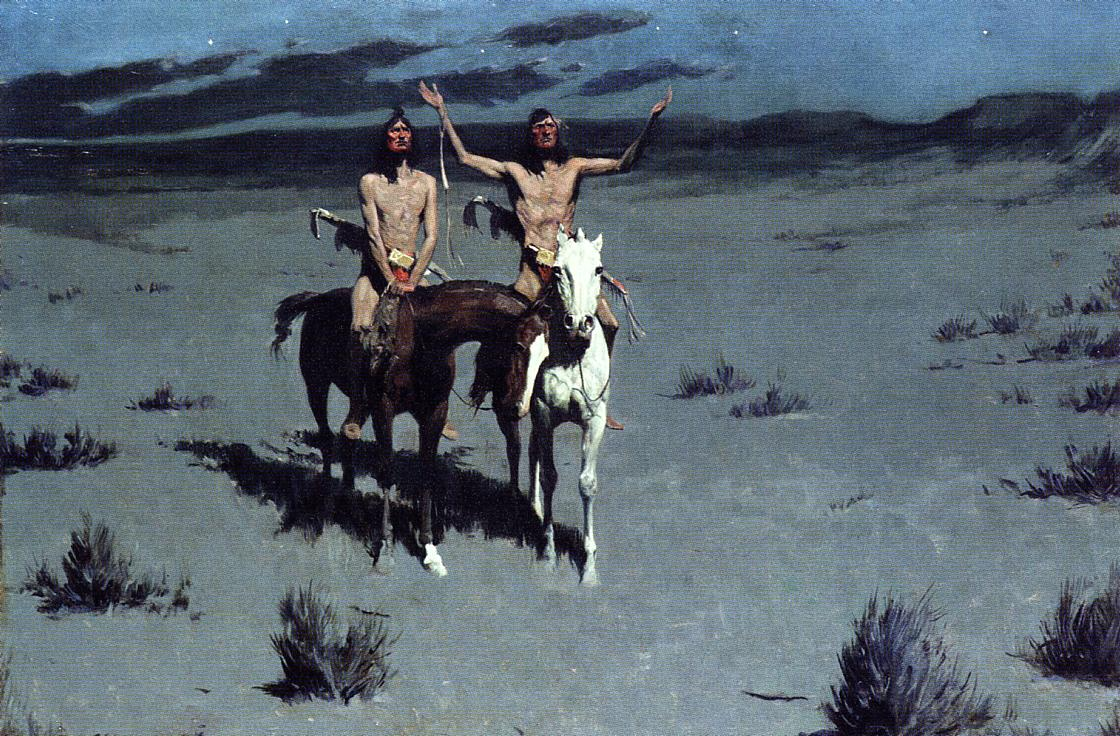
Pretty Mother of the Night—White Otter is No Longer a Boy
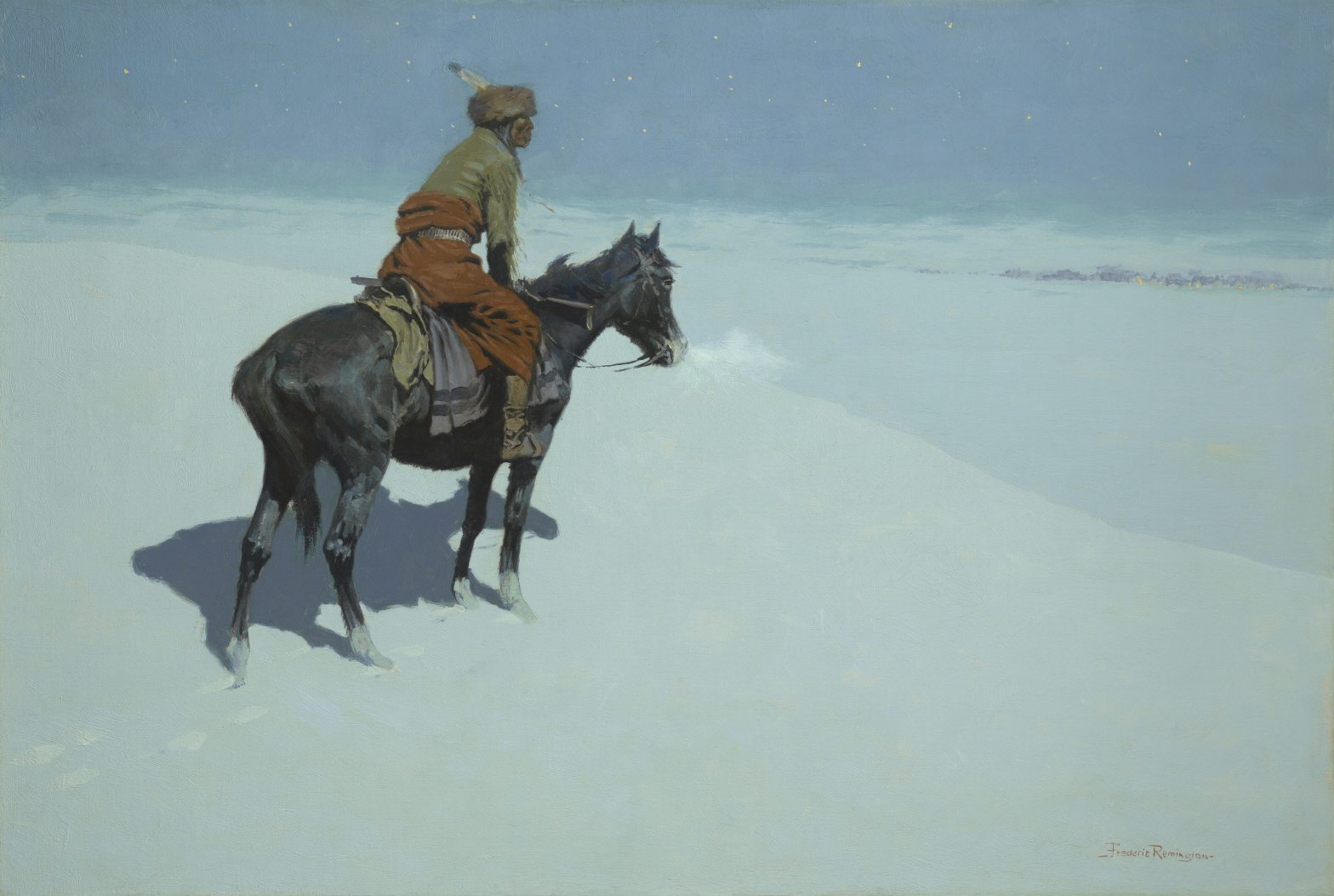
The Scout: Friends or Foes